# Cyanocorax heilprini
La ghiandaia nucazzurra (Cyanocorax heilprini Gentry, 1885) è un uccello passeriforme della famiglia dei corvidi.

## Etimologia
Il nome scientifico della specie, heilprini, rappresenta un omaggio all'esploratore ugro-statunitense Angelo Heilprin.

## Descrizione

### Dimensioni
Misura 33-36 cm di lunghezza, per 172 g di peso.

### Aspetto
Si tratta di uccelli dall'aspetto tozzo e robusto, con grossa testa ovale e allungata con cresta frontale di piume erettili molto corta, becco forte e conico non molto lungo (impressione accentuata dalla presenza di penne attorno alle narici) dall'estremità lievemente adunca, grandi occhi, lunghe ali digitate, coda piuttosto allungata e forti zampe artigliate. Nel complesso, l'aspetto di questi uccelli ricorda molto quello delle ghiandaie eurasiatiche.
Il piumaggio si presenta di colore nero su testa e parte superiore del petto: nuca e spalle (come intuibile dal Nome comune sono di colore bianco-azzurro, mentre dorso, ali, codione e coda sono di color grigio-lavanda: il sottocoda (così come l'orlo della coda) è bianco, mentre ventre, fianchi, petto ed area scapolare sono di color grigio topo con diffuse sfumature blu-violacee.
Il becco e le zampe sono di colore nero: gli occhi sono invece di colore giallo.

## Biologia
Si tratta di uccelli piuttosto schivi, che vivono in coppie o in gruppetti familiari, passando la maggior parte della giornata alla ricerca di cibo fra i cespugli ed i rami bassi degli alberi.
I richiami di questi animali ricordano molto quelli della ghiandaia violace, rispetto ai quali suonano più acuti ed aspri.

### Alimentazione
La ghiandaia nucazzurra è un uccello onnivoro, che si nutre indifferentemente di bacche, frutta e piccoli animali a seconda della disponibilità del momento.

### Riproduzione
Le informazioni circa la riproduzione di questi uccelli sono piuttosto scarse, riguardando l'osservazione di un nido (una struttura a coppa di rametti intrecciati, piuttosto grossolana, posizionata a un paio di metri dal suolo in un arbusto) e di giovani individui in marzo e aprile: si ritiene tuttavia che questi uccelli si riproducano durante la stagione secca, che le coppia divengano territoriali durante il periodo riproduttivo e che la loro riproduzione non differisca in maniera significativa, per modalità e tempistica, da quanto osservabile negli altri corvidi.

## Distribuzione e habitat
La ghiandaia nucazzurra è diffusa in Sudamerica nord-occidentale, popolando l'area di confine fra Colombia (sud del Guainía, estremità orientale del Vaupés, sud-est del Vichada), Venezuela (porzione occidentale dell'Amazonas) e Brasile (alto corso del Rio Negro), nonché più a sud fra il Rio Purus e il Rio Madeira.
L'habitat di questi uccelli è rappresentato dal limitare della foresta pluviale, dalle aree di ricrescita secondaria della stessa e dalla savana alberata, con predilezione per le aree a suoli sabbiosi fra i 100 ed i 250 m di quota.

## Tassonomia
Se ne riconoscono due sottospecie:
- Cyanocorax heilprini heilprini Gentry, 1885 - la sottospecie nominale, diffusa nella porzione settentrionale dell'areale occupato dalla specie;
- Cyanocorax heilprini hafferi Cohn-Haft, Santos, Fernandes & Ribas, 2013 - diffusa nella porzione meridionale dell'areale occupato dalla specie;

La sottospecie hafferi, di recente descrizione, viene da alcuni autori considerata una specie a sé stante.